# Simon Andersson
Simon Andersson (ur. 18 grudnia 1980 w Eskilstuna) – szwedzki basista, znany głównie z występów w grupie Pain of Salvation.

## Życiorys
Simon rozpoczął naukę gry na gitarze w wieku 7 lat w szkole JBR w Gävle. Przez 3 lata jego nauczycielem był Mattias Windemo. Simon grywał w różnych zespołach, jednak pod koniec 1998 roku postanowił zmienić instrument na gitarę basową. Rok później pojawił się gościnnie na albumie grupy Meshuggah grając tam solo na gitarze. W 2003 Simon przeprowadził się do Gothenburgagdzie dołączył do kwartetu Synkopaterna wykonującego muzykę jazz/fusion. Od czasu do czasu pracował jako muzyk sesyjny nagrywając ścieżki basu dla min. Bosson, Britney Spears i RARE. Grając w hardrockowym zespole Outshine nagrał singla, minialbum i płytę długogrającą uczestnicząc również w trasie koncertowej po Norwegii i Szwecji. Na początku 2007 roku Simon dołączył do zespołu Pain of Salvation z którym grał na koncertach. Miał okazję dołączyć do zespołu All Ends, jednak musiał zrezygnować z powodu współpracy z Pain of Salvation. Pod koniec 2008 roku jednak opuścił zespół z powodów osobistych.
Na początku roku 2009 Simon współpracował z grupą Shallow Sense, jednak obecnie mają już innego basistę.

## Sprzęt
Woodo BX5 Aboyna Burl 5-strunowa gitara basowa | Woodo BX5 Aboyna Burl bezprogowa 5-strunowa gitara basowa | Spector SpectorCore Piezo 5-strunowa gitara basowa | Epiphone LP STD (Vince Hornsby signature) 4-strunowa gitara basowa | Warwick Streamer STD 4-strunowa gitara basowa | Woodo GTC2 Mahogany Green 6-strunowa gitara basowa | Woodo GPR1 Black Ash 6-strunowa gitara basowa | EBS MultiDrive pedal | EBS MultiComp pedal | EBS OctaBass pedal | EBS WahOne pedal | MXR M-80 Bass DI + | Korg DT10 tuner pedal and SL Wireless systems.

## Dyskografia
- Pain of Salvation - Ending Themes (On the Two Deaths of Pain of Salvation) (DVD 2009)
- Urbandux - The Aftermath (CD 2008)
- Urbandux - Another Brick in the Wall (Singiel 2008)
- Bosson - Future's Gone Tomorrow, Life's Here Today (CD 2007)
- Outshine - Bad Things Always End Bad... (CD 2007)
- Bosson - You - Soft Version (Singiel 2006)
- Outshine - Bad Things Always End Bad... (Singiel 2006)
- Outshine - Memories (Minialbum 2006)
- Heartband - Poppärlor 2005 (CD 2005)
- Johan Randén - Version 2.0 (CD 2005)
- Thumbrick - New Channel (Minialbum 2003)
- Christian Alsing - Spasms for Two (CD 2003)